# MC Collection museum
MC Collection Tidö är ett motorcykelmuseum beläget i det gamla stenstallet vid Tidö slott söder om Västerås i Västmanland. Det innehåller en unik samling av exklusiva motorcyklar och mopeder. Utställningen omfattar ett hundratal motorcyklar. Planer finns att utöka samlingarna med cyklar. Visionen är att visa den historiska utvecklingen från cykel via motorcykel till rally och racerbilar. 
Motorcyklar finns från den äldsta, en Marsh från 1904 till den yngsta, en Ducati Panigale 2018. Det finns en samling svenska motorcyklar från Huskvarna. I utställningen finns även motorcyklar tillverkade i USA (Harley Davidson, Indian och Flying Merkel), Italien, Frankrike och Tyskland. Man kan se tävlingsmotorcyklar, glidare, motorcyklar för pendling till jobbet och motorcyklar för körning i sand och på is. Flera montrar visar reservdelar, tillbehör (till exempel hjälmar och klubbnålar). En historisk cykel och motorcykelverkstad finns till beskådande.
Säsongen 2019 visades målningar ”Women on wheels” av konstnären Catrine Näsmark. Till säsongen 2020 kommer nya specialutställningar. 

## Historik
MC Collection öppnade 1998 i Rottneros park i Rottneros. Grundare av museet var Christer Christensson och Ove Johansson. År 2009 flyttade utställningen till Edsvik, i Sollentuna kommun. Efter tio år flyttade den vidare till Tidö slott i Västmanland, där den invigdes i juni 2019.

## Bilder från samlingen i Tidö

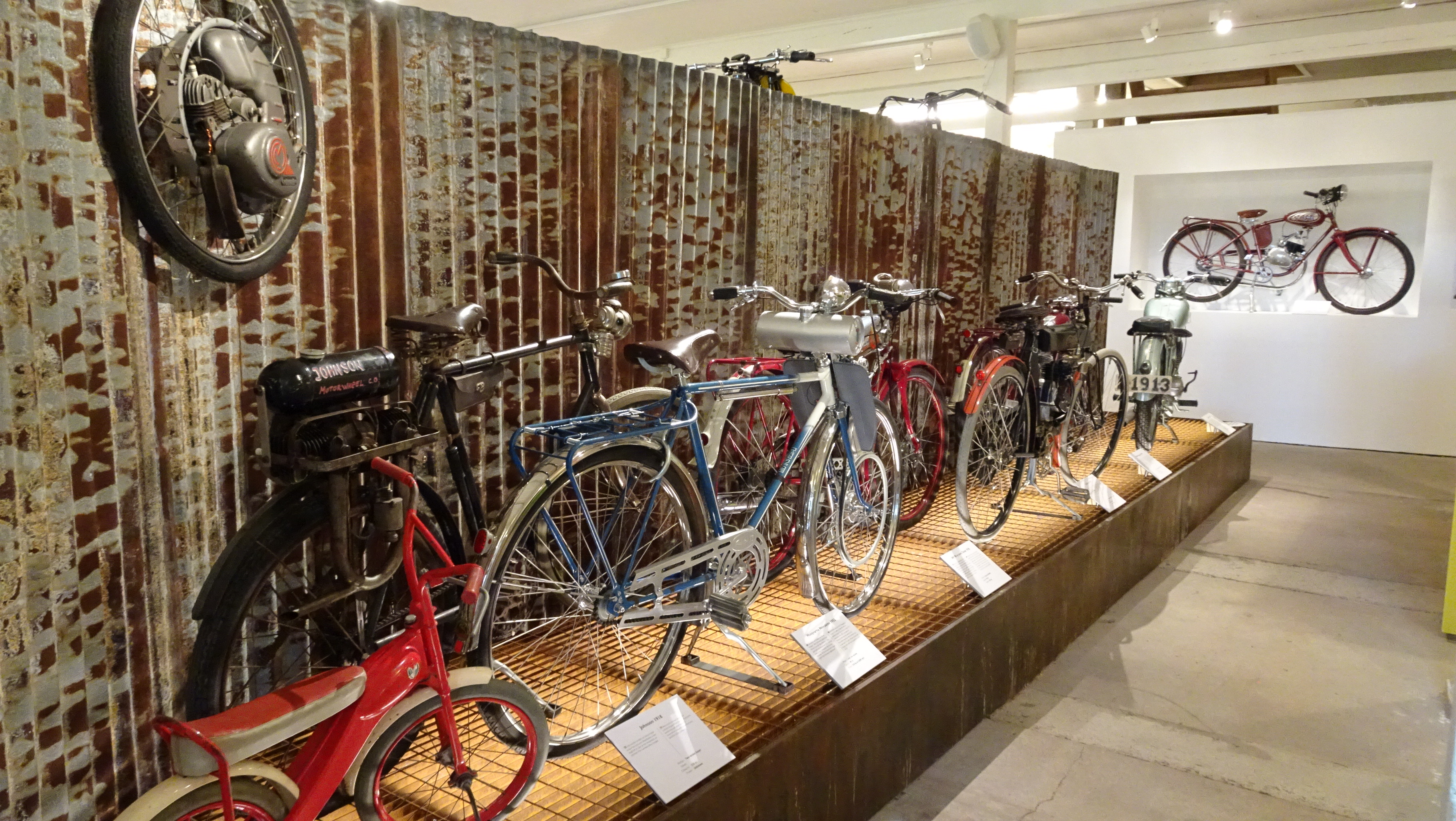
I ingången visas cyklar med påhängsmotor.
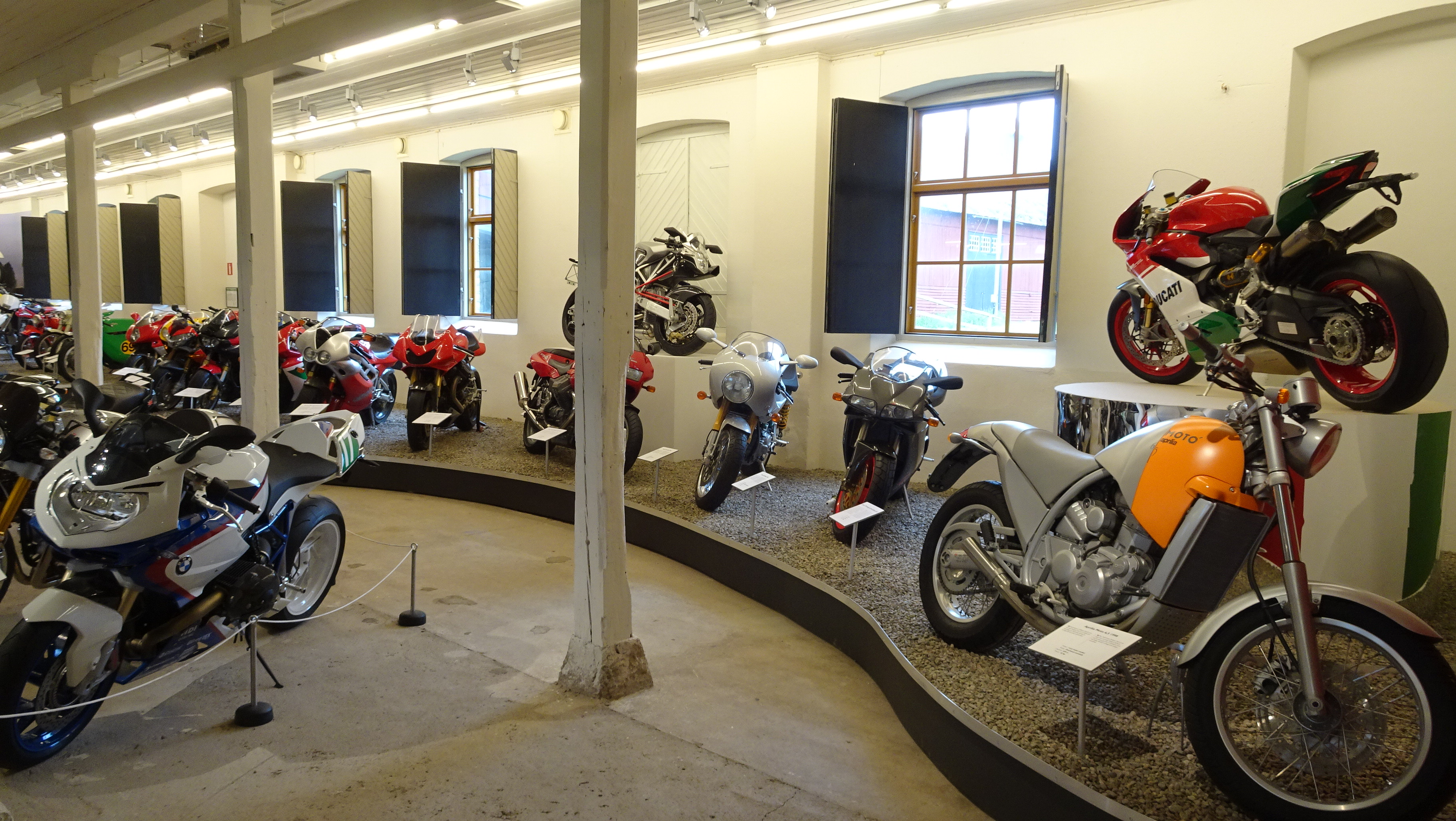
Nyare motorcyklar, längst till höger en Ducati Panigale 2018 för roadracing (röd) och en Aprilia Moto 6.5 för touring (gul).
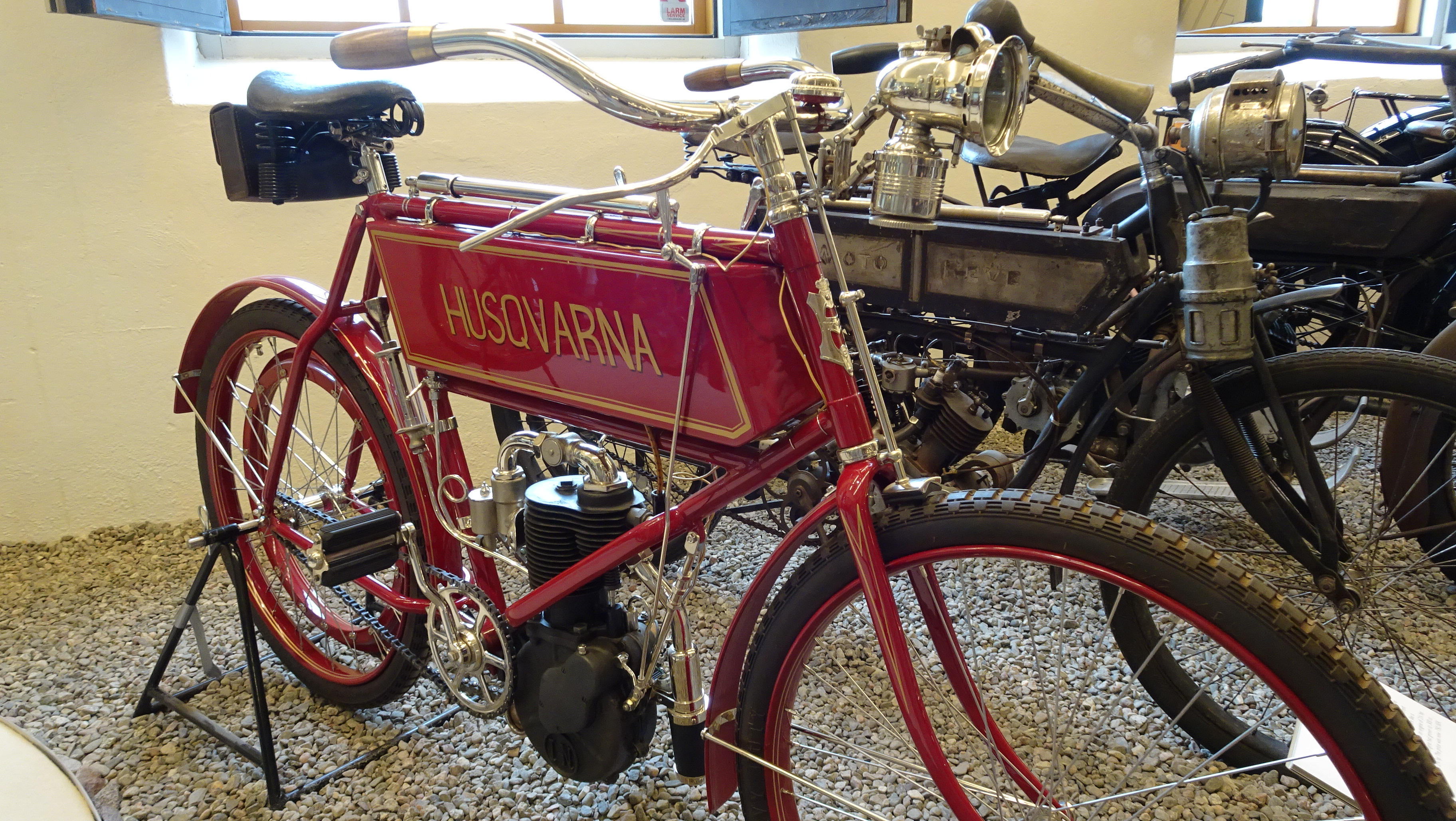
En Husqvarna från 1905 med en 300 cc motor på 2 ¼ hk.
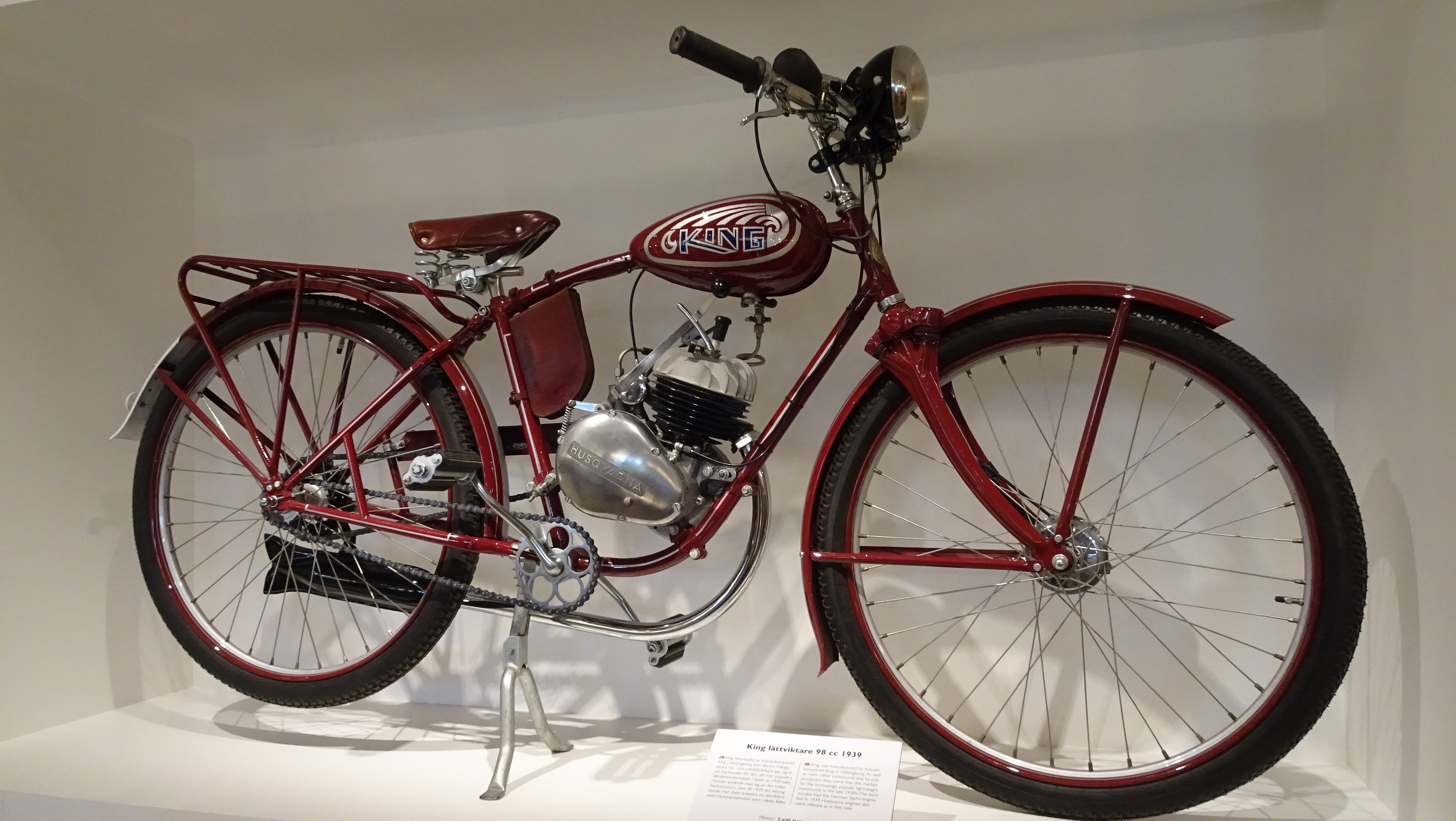
En lättviktare King från Helsingborg 1939, 98 cc, 2,8 hk.